# Roskildes Musikhistorie
Roskildes Musikhistorie (eller opkaldt efter projekts website Musikhistorie.dk) var et lokalt Roskilde-projekt om musikhistorien, som den så ud fra Roskilde. Det var formålet med projektet at indsamle, dokumentere og formidle Roskildes musikhistorie og det tilknyttede website indeholdte tekster om klassisk musik, rock, pop, folkemusik og jazz. Websitet stillede også en lang række originale materialer til rådighed, såsom historiske filmklip, lydoptagelser, originale billeder og artikler. 
Projekt Roskildes Musikhistorie blev administreret af Roskilde Kulturforvaltning og Lokalhistorisk arkiv, og de har arbejdet med hjemmesiden fra 2006 og frem til 2017. Projektet har bl.a. resulteret i bogen "Roskilde Rock 1962-72" (Thomas Gjurup, 2005), musikudstillinger, artikler og historiske koncerter.